# Hilmand (provincie)
Provincie Hilmand (persky ولایت هلمند‎, paštunsky د هلمند ولایت‎) je jedna z afghánských provincií nacházející se v jihozápadní části země. Provincie se dělí na 13 krajů. Hlavním městem je Laškar Gáh. Provincií protéká řeka Hilmand. Po invazi amerických jednotek do Afghánistánu v roce 2001 se provincie Hilmand stala největším producentem opia na světě.